# چای سفید

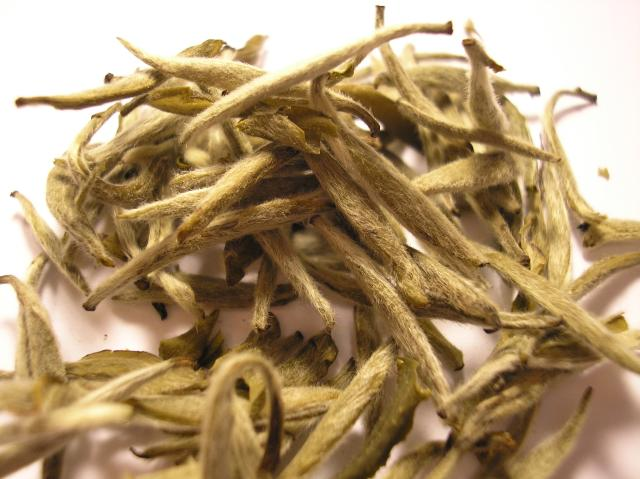
چای سفید

چای سفید  نوعی چای است که از جوانه‌ها و گلبرگ های تازه گیاه چای به دست می‌آید. برای جلوگیری از اکسایش، این گلبرگهای تازه را در نور طبیعی آفتاب خشک کرده و سپس مراحل بعدی تهیه چای را طی می‌کنند.
نام‌گذاری چای سفید بدین نام ناشی از پرزهای سفید نقره‌ای جوانه‌های نشکفته گیاه چای است که به آن ظاهری سفید می‌دهد، هر چند دم کرده آن به رنگ زرد کم رنگ است.

## خواص چای سفید
چای سفید تمامی خواص چای سبز را دارد با این تفاوت که تأثیرگذاری و خاصیت این چای در مقایسه با چای سبز چند برابر است، چون چای سفید از غنچه‌های نورس و بازنشده برگ‌های چای تهیه می‌شود و همین مسئله موجب شده تا چای سفید این روزها در بسیاری از کشورهای مشرق زمین به ویژه چین، ایران و هند در گروه گرانترین چای‌ها و دمنوش‌های طبیعی شناخته شود.

## طرز تهیه
طرز تهیه چای سفید مشابه چای سبز می‌باشد. ابتدا آب را جوشانده، سپس ده دقیقه صبر کرده تا دمای آب به هشتاد درجه سانتیگراد برسد (آنتی اکسیدان‌های موجود در چای سفید و چای سبز به دمای بالاتر از هشتاد درجه حساس بوده و از بین می‌روند). سپس یک قاشق چای‌خوری چای سفید داخل فنجان ریخته و آب هشتاد درجه را به‌ آن اضافه کرده و یک درپوش بر روی آن قرار داده (برای این کار می‌توان از لیوان مخصوص چای سبز استفاده کرد). بعد از پنج تا هشت دقیقه چای دم کشیده و آماده مصرف می‌باشد.